# Phocas Fokkens
Phocas Fokkens  (Amsterdam, 20 december 1888 – Blaricum 2 september 1965) was een Nederlandse kunstschilder, aquarellist, etser, tekenaar en vervaardiger van houtsnedes. Hij schilderde landschappen, portretten en zelfportretten.
Hij was werkzaam in Amsterdam, Antwerpen en Brugge (België). Bezocht Parijs in 1936 en vertrok op latere leeftijd naar Blaricum.
Van 1909 tot 1911 volgde hij een opleiding aan de Koninklijke Academie voor Schone Kunsten in Antwerpen, hij was een leerling van onder anderen Jan Toorop en Juliaan de Vriendt.
In de collectie van de Koninklijke Bibliotheek in Den Haag bevinden zich 41 portretten van schaakgrootmeesters getekend door Ph. Fokkens. Op de Parijse Salon des Indépendants zijn enige keren werken van hem getoond en in 1923 hield het Stedelijk Museum in Amsterdam een belangrijke expositie van werken van Fokkens.
Phocas Fokkens was in 1912 mede-oprichter van De Onafhankelijken te Amsterdam, een vereniging van schilders en beeldhouwers, die juryvrije exposities hield. Hij was de eerste secretaris. Van deze groepering maakten later onder meer deel uit Paul Citroen, Piet Mondriaan en Jan Sluijters. Hij was ook lid van de Vereeniging van Beeldende Kunstenaars 'De Anderen' en van Sint Lucas in Amsterdam.
In 1944 verscheen zijn boek bij Uitgeverij De Uil in Amsterdam met de titel Vrouwen Links.....Mannen Rechts, oorlogsherinneringen met tekeningen van Fokkens uit de strafgevangenis aan de Amstelveenseweg te Amsterdam. Hij kwam daar terecht na arrestatie op zijn woonadres Herengracht 232 waar hij gedurende de bezetting en enige jaren daarna woonde. Na 1946 betrok Annie M.G. Schmidt woonruimte bij Phocas Fokkens, en zij schreef: Nooit zal ik meer in zo'n leuk oud huis wonen als toen op de Herengracht. De woning was van een schilder die de etage aan mij had verhuurd voor een jaar met alles erin: kopjes en schoteltjes, een tafel, een bed met dekens en drie vlooien, massa's schilderijen van hemzelf en een schildersezel. Etc. Bron: boek, Anna door Annejet van der Zijl pag. 140.